# Sai Mai
Sai Mai (in thailandese: สายไหม) è uno dei 50 distretti (khet) della città di Bangkok, in Thailandia.